# 1. Eskadre
1. Eskadre (1ESK) er en af Søværnets fire eskadrer. Eskadren er hjemmehørende på Flådestation Frederikshavn, men flere skibe og et mindre administrationskontor er placeret på Flådestation Korsør.
Eskadren bemandes af cirka 640 mand af alle grader og cirka 30 skibe fordelt på 6 divisioner samt en stab på 25 mand. Eskadrens hovedopgaver består i farvandsovervågning, havmiljøovervågning, forureningsbekæmpelse, isbrydning, søredning, suverænitetshævdelse og fiskeriinspektion. Selvom internationale opgaver primært er 2. Eskadres område, deltager skibe fra 1. Eskadre jævnligt i internationale øvelser og operationer, især i nordlige farvande hvor skibene er godt rustet til at klare de til tider barske vejrforhold.
En meget stor del af 1. Eskadres opgaver ligger ved Grønland og Færøerne, hvor eskadrens inspektionsskibe og -fartøjer året rundt udfører fiskeriinspektioner og søredning. De mindre danske fartøjer såsom Diana-klassen patruljerer også året rundt i danske farvande hvor de er klar til at udøve politimyndighed til søs, tage olieprøver af miljøsyndere, søredning og rutinemæssige kontroller af skibsfarten i Danmark. Søværnets skoleskibe er også underlagt 1. eskadre, hvor de i sommerhalvåret sejler med kadetter der skal lære om alle aspekter af livet til søs.

## Operativ organisation
- Division 11
  - F357 Thetis
  - F358 Triton
  - F359 Vædderen
  - F360 Hvidbjørnen
- Division 14
  - A543 Ertholm
  - A544 Alholm
  - Y101 Svanen
  - Y102 Thyra
- Division 16
  - A560 Gunnar Thorson
  - A562 Mette-Miljø
  - Miljø 102
  - MS201
  - MS202
  - MS203
- Division 17
  - A561 Gunnar Seidenfaden
  - A563 Marie-Miljø
  - Miljø 101
  - Miljø 103
- Division 19
  - P570 Knud Rasmussen
  - P571 Ejnar Mikkelsen
  - P572 Lauge Koch

Udenfor division:
Kongeskibet Dannebrog, A559 Sleipner, SKA11-klassen og O-klassen samt A541 Birkholm og A542 Fyrholm.

## Fodnoter og eksterne henvisninger
1. ↑  "Flådens historie: Tidslinje 1900-1999".

- Forsvaret.dk: 1. Eskadre Arkiveret 5. marts 2011 hos  Wayback Machine